# Hazwan
Hazwan (arab. حزوان) – miejscowość w Syrii, w muhafazie Aleppo. W 2004 roku liczyła 1579 mieszkańców.